# Codex Argenteus

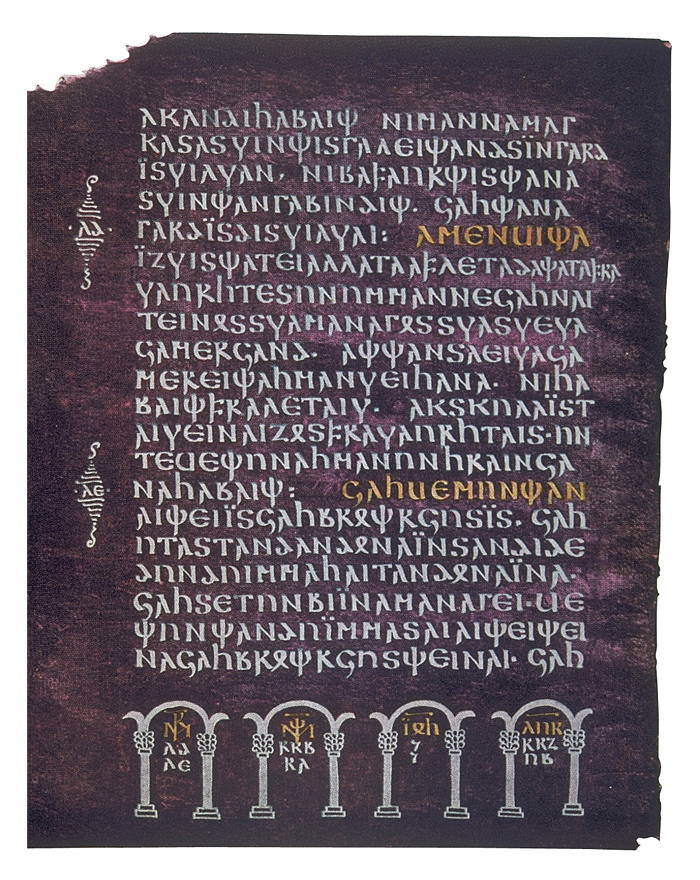
Bladzijde uit de Codex Argenteus

De Codex Argenteus ofwel de Zilverbijbel is een van de handschriften waarin delen van de Gotische Bijbelvertaling van bisschop Wulfila zijn overgeleverd. Het belang van dit document is niet alleen godsdienstig, maar ook taalkundig: het is het oudste bewaard gebleven document (afkomstig uit de 6e eeuw) in een Germaanse taal. Zijn naam kreeg het vanwege de zilveren letters (argenteus is Latijn voor "zilveren, van zilver") waarin het geschreven werd. Deze naam werd voor het eerst in een publicatie gebruikt door Bonaventura Vulcanius in zijn ‘De literis & lingua Getarum, siue Gothorum’ van 1597. Het handschrift wordt bewaard in de universiteitsbibliotheek van Uppsala onder de signatuur DG1. Het handschrift werd op 25 mei 2011 opgenomen in de Werelderfgoedlijst voor documenten in het kader van het Memory of the World-programma van de UNESCO.

## Geschiedenis

### Oorsprong
Het boek bevatte niet de volledige Bijbel maar de vier Evangelies en is dus eigenlijk een evangeliarium, geschreven in het Gotisch. De Visigotische bisschop Wulfila vertaalde in de 4e eeuw de Bijbel van het Grieks naar het Gotisch. Hij was trouwens ook de man die het Gotische alfabet opstelde daarbij uitgaande van het Griekse met hier en daar een overblijfsel uit het vroegere runenschrift. Het handschrift werd vermoedelijk in het begin van de 6e eeuw in Ravenna geschreven tijdens de periode van het Ostrogotische Rijk (493 – 533) mogelijk in opdracht van Theodorik de Grote (regeerde van 474-526).

### In Duitsland
Het boek verdwijnt dan om pas in het midden van de zestiende eeuw weer op te duiken in de Abdij van Werden aan de Ruhr, waar het waarschijnlijk in 1554 werd ontdekt door twee theologen, Joris Cassander van Brugge, later werkzaam in Keulen en Cornelius Wouters, leraar aan de kathedraalschool in Brugge, later ook actief in Keulen. Zij kenden alleszins het boek want het werd vermeld in hun briefwisseling met andere geleerden. Tussen 1573 en 1587 zou Arnold Mercator, cartograaf en de zoon van Gerardus Mercator, het boek gezien hebben in Werden. Alleszins is in zijn nota’s vermeld dat het boek gescheurd en in slechte staat was en dat de teksten verkeerd waren ingebonden.
Nieuw onderzoek van Dorothea Diemer gaat ervan uit dat de codex Werden verliet vlak na de ontdekking door Cassander en Wouters en dat de codex ook vroeger werd ontdekt dan voorheen werd aangenomen. Diemer denkt dat de codex deel uitmaakte van een verzameling curiosa van een zekere Johann Wilhelm von Laubenberg von Wagegg (1511–1563). Die wilde zijn collectie met daarbij een ‘zilveren boek’ in 1562 verkopen aan hertog Albrecht V van Beieren. Zijn beschrijving van het boek zou kunnen slaan op de Codex Argenteus. Laubenberg zegt ook dat hij het boek uitleende aan Otto Hendrik van de Palts (1502-1559) en dat zou kloppen met een taai verhaal dat er een Gotisch evangeliarium in de Palatina-bibliotheek in Heidelberg was in het midden van de 16e eeuw, dat daarna verdween. Het zou kunnen dat de koop die Laubenberg niet kon sluiten met Albrecht wel doorging met Rudolf II. De informatie in de nota’s van Arnold Mercator zou dan afkomstig kunnen zijn van Arnolds vader, maar het blijven hypotheses.
Wat er met het boek gebeurde in het millennium tussen Ravenna en Werden zal waarschijnlijk voor altijd een open vraag blijven, hoewel er verschillende hypotheses werden geformuleerd. Een van die hypotheses is dat handschrift uit Italië in de 8e eeuw naar Werden werd gebracht door de stichter van de abdij, de heilige Liudger. Anderen denken dan weer dat de Codex Argenteus door Karel de Grote van zijn reizen naar Italië werd meegebracht naar Aken en daarna in Werden terechtkwam.
Nadat de Codex Argenteus in het bezit was gekomen van keizer Rudolf II, een verzamelaar met een intellectuele belangstelling, werd het bewaard in de burcht van Praag. Het handschrift moet zich al voor 1601 in Praag bevonden hebben want het werd vermeld door Richard Strein, een minister van Rudolf, die overleed in 1600. Hoe het handschrift bij Rudolf terechtkwam is niet bekend.

### In Zweden
Zweedse militairen namen het handschrift als oorlogsbuit mee toen ze Praag in 1648 innamen en zo kwam het manuscript terecht in de verzameling van koningin Christina I van Zweden. Isaac Vossius, een van de bibliothecarissen van Christina, werd voor zijn diensten door Christina vergoed met een aantal boeken, waaronder de Codex Argenteus. Vossius bracht het boek mee naar Nederland.
Het handschrift werd door Vossius in 1662 verkocht aan Magnus Gabriel De la Gardie, de Zweedse rijkskanselier, die trouwens in de laatste fase van de Dertigjarige Oorlog in 1648 deel had genomen aan de belegering van Praag en betrokken was bij de beroving van de burcht. Magnus Gabriel De la Gardie schonk de Codex Argenteus samen met 64 andere boeken, afkomstig uit Noorwegen en IJsland, in 1669 aan de Universiteit van Uppsala, waarvan hij eveneens de kanselier was. Het boek werd in die tijd voorzien van een prachtige zilveren boekband ontworpen door de schilder-tekenaar David Klöcker Ehrenstrahl en gemaakt door de goudsmid Bengtsson Sellingh.
De la Gardie kocht het boek via de bemiddeling van de Zweedse gezant in Amsterdam, Peter Trotzig. Trotzig stuurde het boek naar Zweden, verpakt in een eiken kist, met het schip ‘Sint Joris’ op 28 juli 1662, maar er stak een storm op en de Sint Joris liep aan de grond in de buurt van de Zuiderzee. Trotzig stuurde dadelijk iemand naar het schip om zijn kostbare zending te recupereren. De kist bleek intact te zijn. Trotzig ondernam een tweede poging, maar deze keer liet hij het boek verpakken in een dichtgesoldeerde loden kist die op haar beurt in een eiken kist werd verpakt. Deze tweede poging met de Phoenix op 12 september had meer succes. Deze keer kwam het boek veilig in Göteborg  bij De la Gardie terecht.

### Recente geschiedenis
In oktober 1970 is nog een 188ste blad van de Codex Argenteus opgedoken, in de dom van Speyer. Hierop staan de laatste verzen van het evangelie van Marcus. Dit folium wordt meestal het Haffner-folium genoemd naar zijn ontdekker Franz Haffner. Het Haffner-folium is merkelijk groter dan het handschrift dat bewaard wordt in Uppsala wat er zou kunnen op wijzen dat het reeds in de vroege geschiedenis van het handschrift gescheiden werd, maar ook hierover zijn verschillende theorieën gelanceerd.
Op 5 april 1995 werden een bifolium en de zilveren boekplaten van de Codex Argenteus op klaarlichte dag gestolen uit de tentoonstellingsruimte in de Carolina Rediviva, het hoofdgebouw van de universiteitsbibliotheek van Uppsala. De rest van het handschrift wordt onder klimaatcontrole in een kluis bewaard en kwam niet in gevaar. Amper een maand later werd het gestolen materiaal teruggevonden in een bagagekluis van het Centraal Station in Stockholm.
In 1998 werd een C14-datering uitgevoerd op een stukje van het perkament van de codex. Dit bevestigde dat het perkament van de codex uit het begin van de 6e eeuw zou zijn.

## Beschrijving
Als het originele manuscript niets anders dan de vier evangelies bevatte, moet het oorspronkelijk 336 folia geteld hebben, waarvan er nu 187 bewaard zijn in Uppsala en één in Speyer, in het Historisches Museum der Pfalz. De folia zijn 197,5 à 200 mm breed en 242,5 à 245 mm hoog. Het Haffner-folium meet 217 x 265 mm, wat waarschijnlijk de originele afmetingen benadert. De katernen in het originele handschrift waren quaternions met als laatste katern voor elk evangelie een quinion (vijf bifolia). 
De afmetingen van het tekstblok voldoen aan het principe van de gulden snede. Het tekstblok, inclusief de canontabel meet 208 x 130 mm. De plaats voorzien voor de tekst zelf meet 165 x 130 mm. De tekst is geschreven in één kolom van 20 lijnen.
Het handschrift werd geschreven met zilverinkt en hier en daar met goudinkt op zeer dun perkament (gemiddeld 0,11 à 0,12 mm) dat vooraf purper gekleurd was. Deze purperrode verfstof was het teken van rijkdom, smaak en aanzien en was in die tijd de traditionele koningskleur. De verfstof die gebruikt werd was niet de verfstof die gewonnen wordt uit zeeslakken, maar een plantaardige variant. Het perkament zou gemaakt zijn van de huid van geitenkalveren. Een C14-datering op een deel van de codex in 1998 toonde aan dat het perkament gemaakt was van huid uit de vroege 6e eeuw.
De eerste drie lijnen van het Marcus- en het Lucas-evangelie werden in goudinkt geschreven en dat was waarschijnlijk ook het geval bij het Matteüs- en Johannes-evangelie, waarvan het begin nu ontbreekt. Verder wordt het begin van elke nieuwe sectie ook in goudinkt geschreven tot op het einde van de lijn. Een nieuwe sectie begint niet noodzakelijk op een nieuwe lijn. De symbolen en afkortingen van de evangelisten in de canontabellen zijn eveneens in goudinkt geschreven.
Op elke pagina staat onderaan een uittreksel uit de Canons van Eusebius die de parallelteksten in de andere evangelies aangeven. Zoals gebruikelijk zijn de canontabellen ingeschreven in een zuilengalerij met arcades.
Het schrift is het Gotische schrift in het alfabet dat waarschijnlijk door Wulfila ontworpen is. Het is geen schrift voor dagelijks gebruik, maar een ornamenteel boekschrift bestaande uit kapitalen, een soort unciaal schrift. Het is zo regelmatig dat vroege onderzoekers dachten dat het niet geschreven, maar gestempeld of ingebrand was, maar dit bleek later onjuist te zijn. Tegenwoordig is men het erover eens dat er twee scribenten aan het boek gewerkt hebben. Hand I was verantwoordelijk voor de tekst van Matteüs en Johannes, hand II schreef Lucas en Marcus.
De informatie voor deze codicologische omschrijving komt grotendeels uit de geciteerde bronnen.

## Inhoud
De tekst bestaat uit de vier evangeliën: het Evangelie volgens Matteüs, het Evangelie volgens Johannes, het Evangelie volgens Lucas en het Evangelie volgens Marcus (in deze volgorde). 
- Van Matteüs ontbreken 76 folia en zijn er 22 bewaard.
- Van Johannes ontbreken 29 folia en zijn er 45 bewaard.
- Van Lucas ontbreken 36 folia en zijn er 70 bewaard.
- Van Marcus ontbreken 7 folia en zijn er 50 +1 bewaard.

De volgende onderdelen van de evangelies zijn in de codex bewaard gebleven:
- Matteüs V: 15-48; VI: 1-32; VII: 12-29; VIII: 1-34; IX: 1-38; X: 1. 23-42; XI: 1-25; XXVI: 70-75; XXVI: 1-19, 42-66.
- Johannes: V:45-47; VI: 1-71; VII: 1-53; VIII: 12-59; IX: 1-41; X: 1-42; XI: 1-47; XII: 1-49; XIII: 11-38; XIV: 1-31; XV: 1-27; XVI: 1-33; XXVII: 1-26; XVIII: 1-40; XIX: 1-13.
- Lucas I: 1-80; II: 2-52; III: 1-38; IV: 1-44; V: 1-39; VI: 1-49; VII: 1-50; VIII: 1-56; IX: 1-62; X: 1-30; XIV: 9-35; XV: 1-32; XVI: 1-24; XVII: 3-37; XVIII: 1-43; XIX: 1-48; XX: 1-47.
- Marcus: I: 1-45; II: 1-28; III: 1-35; IV: 1-41; V:1-5; V: 5-43; VI: 1-56; VII: 1-37; VIII: 1-38; IX: 1-50; X: 1-52; XI: 1-33; XII: 1-38; XIII: 16-29; XIV: 4-72; XV: 1-47; XVI: 1-12.

## Taalkundig en letterkundig belang
De Codex Argenteus bevat de meest uitgebreide nog bestaande tekst in het Gotisch en is de belangrijkste taalkundige bron voor deze taal. De tekst is een deel van de Bijbelvertaling van het Grieks naar het Gotisch, gemaakt door de Visigotische bisschop Wulfila in de 4e eeuw. De Codex Argenteus is de belangrijkste bron op het vlak van Gotische letterkunde en is daarmee een van de belangrijkste artefacten van de Gotische cultuur, naast de gebouwen van de Ostrogoten in Italië. Er zijn immers weinig documenten in het Gotisch overgeleverd en de meeste van deze zijn van minder belang. De Codex is ook een belangrijk voorbeeld van Ostrogotische boekproductie in de Italiaanse hoofdstad Ravenna in de 6e eeuw.
De Codex Argenteus is ook de belangrijkste getuige van Wulfila's Bijbelvertaling, die een van de eerste Bijbelvertalingen is naar een volkstaal. Volgens geschiedschrijvers uit die tijd heeft Wulfila het Gotisch alfabet speciaal voor deze vertaling ontwikkeld. Daarmee is Wulfila de oudst bekende, niet-mythische uitvinder van een alfabet. Wulfila's alfabet wordt ook gezien als een belangrijke inspiratiebron voor de ontwikkeling van het Cyrillisch schrift.

## Publicaties

### 16e eeuw
De eerste publicatie die het handschrift vermeldde was de "Origines Antwerpianae" van 1569 geschreven door de taalkundige Johannes Goropius Becanus afkomstig van Gorp (nu Hilvarenbeek). In het boek publiceerde hij het Onzevader en delen van het evangelie van Marcus in het Gotisch, getranslitereerd naar het schrift van zijn tijd. De auteur had slechts een gebrekkige kennis van het Gotisch, maar hij wist wel dat de tekst uit een oud handschrift van de abdij van Werden kwam. Hij zou zijn informatie gehad hebben van Maximillien Morillon uit de documenten van Antoine Perrenot de Granvelle.
Een tweede publicatie met een bespreking van het Gotische handschrift was van de hand van de Leidse hoogleraar Grieks Bonaventura Vulcanius (Bonaventure De Smet), in zijn werk "De literis et lingua Getarum sive Gothorum" gepubliceerd in 1597. Bonaventura, ook een Bruggeling, was voor 1559 secretaris geweest van Georgius of Joris Cassander in Keulen. Bonaventura refereert aan een "Codice quem Argenteum nominat" die hij kende uit nota’s van een hem onbekende geleerde. Bonaventura was de eerste die het verband legde tussen de Codex Argenteus en Wulfila. In zijn boek publiceert Vulcanius  het Ave Maria (Lucas I.28 en 42), het Onzevader (Matteüs VI.9-13), het Magnificat (Lucas I.46-55) en de Simeonszang (Lucas II.29-32) getranslitereerd uit de Gotische tekst.

### 17e eeuw
De eer van de editio princeps komt toe aan de Nederlandse filoloog Franciscus Junius (1589-1677) die pionierswerk verrichtte door de Codex in 1665 uit te geven met speciaal gecreëerde Gotische zetletters. Het werk werd voor het eerst gedrukt in Dordrecht in 1665 door Henricus & Joannes Essæi (Hendrik en Johan van Esch), stadsdrukkers te Dordrecht van 1655 tot 1682 respectievelijk 1692. Een tweede druk in Amsterdam volgde in 1684. Junius geeft de evangelies in de volgorde Matteüs, Marcus, Lucas en Johannes zoals in de Vulgaat van Hiëronymus en niet zoals ze voorkomen in de Codex Argenteus. Hij voegt een Gotische woordenlijst toe aan zijn tekst. Junius was de oom van Vossius die het manuscript tijdelijk in zijn bezit had. De met de hand geschreven kopie die Junius maakte is bewaard gebleven en bevindt zich nu in de Bodleian Library in Oxford met signatuur MS Junius 55.
In 1671 publiceert de Zweed Georg Stiernhielm (1598–1672) op aandringen van De la Gardie het evangeliarium met een Gotisch glossarium. Eigenlijk was dit de woordenlijst van Junius, aangevuld met Zweedse woorden door Stiernhielm. Zijn editie is viertalig: getranslitereerd Gotisch, IJslands, Zweeds en Latijn. De Gotische tekst is ook een exacte kopie van de tekst gepubliceerd door Junius, inclusief de fouten en weglatingen, maar dan getranslitereerd.

### 18e en 19e eeuw
Edward Lye, een Engelsman, publiceerde in 1750 een nieuwe versie van de codex waarvan het leeuwendeel was voorbereid door Eric Benzelius (1675-1743), de voormalige bibliothecaris van de Universiteit van Uppsala. Tijdens zijn periode in de bibliotheek had hij de tekst van Junius gecorrigeerd aan de hand van het origineel. Hij maakte ook een Latijnse vertaling van de tekst, ook al was hij ondertussen bisschop van Göteborg en  Linköping geworden en in 1742 aartsbisschop van Uppsala. De Gotische tekst werd gedrukt met de zetletters van Junius. Het boek bevat ook een aantal nota’s over de Gotische grammatica van de hand van Benzelius. De bijdrage van Lye was een Gotische grammatica en een aantal nota’s.
Er volgden nog publicaties van het werk door Johann Cristian Zahn in 1805, die daarbij gebruik maakte van het werk van Johan Ihre en Erik Sotberg. In 1836 is er een uitgave van Hans Conon von der Gabelentz en Julius Löbe die alle tot dan toe gekende Gotische fragmenten van de Bijbel van Wulfila in één werk bij elkaar brengt. In 1854 en 1857 kwam Ander Uppström met twee uitgaves, een eerste in 1854 van het manuscript, waar toen tien folia uit verdwenen waren, en in 1857 een tweede uitgave met de tien folia die hij ondertussen had teruggevonden.

### 20e eeuw – facsimile
Uiteindelijk werd er in 1927 een facsimile-uitgave verzorgd. Het fotografische werk hiervoor werd uitgebreid vooraf bestudeerd en uiteindelijk uitgevoerd door professor Theodor Svedberg (Nobelprijs chemie in 1927) en dr. Ivar Nordlund. De hoofdbedoeling was de productie van een goed leesbare tekst. Naast de foto’s van de bladzijden van de codex was er een uitgebreide inleiding op het werk geschreven door professor Otto von Friesen en Anders Grape. De facsimile werd uitgegeven in 1927 ter gelegenheid van het 450-jarig bestaan van de universiteit van Uppsala.

## Fragment van de tekst
atta unsar þu ïn himinam

weihnai namo þein

qimai þiudinassus þeins

wairþai wilja þeins

swe ïn himina jah ana airþai

hlaif unsarana þana sinteinan gif uns himma daga

jah aflet uns þatei skulans sijaima

swaswe jah weis afletam þaim skulam unsaraim

jah ni briggais uns ïn fraistubnjai

ak lausei uns af þamma ubilin

unte þeina ïst þiudangardi

jah mahts jah wulþus ïn aiwins

amen